# Studia Historica Slavo-Germanica
Studia Historica Slavo-Germanica – rocznik ukazujący się od 1974 w Poznaniu. Wydawcą jest Instytut Historii Uniwersytetu im. Adama Mickiewicza w Poznaniu. Pierwszym redaktorem naczelnym był Antoni Czubiński. W roczniku publikowane są artykuły naukowe, recenzje, materiały dotyczące dziejów stosunków polsko-niemieckich.